# Peter Felix Brock

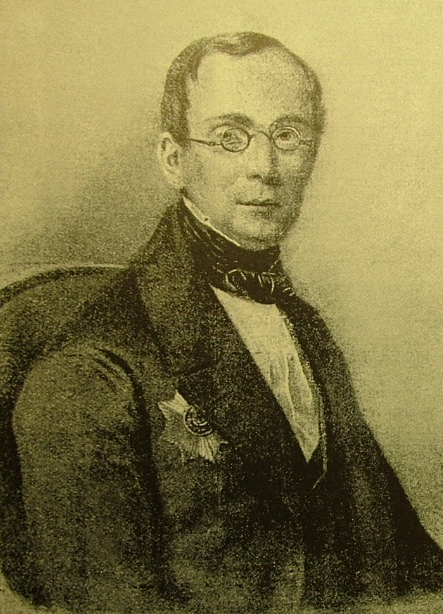
Peter Brock

Peter Felix (Peter Fedorovich) Brock (* 20. August 1805 in Moskau; † 30. Januar 1875 in St. Petersburg) war ein russischer Staatsmann, Finanzminister und aktiver Geheimrat.

## Biographie
Peter war einer der drei Söhne des russischen Stabskapitäns Friedrich (Fjodor Iwanowitsch) Brock und der Nadezhda Serult.
Er besuchte die Moskauer Universität. Anschließend arbeitete er im Eisenbahnministerium und war dort später im Außenhandel tätig.
1844 wurde er zum Staatsrat ernannt, von 1852 bis 1858 war er Finanzminister, aktiver Geheimrat und Vorsitzender der Abteilung für Staatswirtschaft des Staatsrates.
Wegen seiner Verdienste erhielt er den St. Wladimir-Orden, den St. Stanislaw-Orden und den St. Anna-Orden.

## Familie
Er war seit 1826 mit Anna Karlovna, geb. Zanden (1800–1846) verheiratet und 1851 mit Anna Khristianovna, geb. Beck (1815–1891).
Kinder aus erster Ehe:
- Anastasia (1833–1874)
- Ekatharina (1834–1905)
- Alexandra (1836–vor 1858)
- Nikolaj (1839–1919)
- Elisabeth (1840–?)